# Вилбал Клубови Србије

## Вилбал Лига2025/26.
- Вилбал Клуб Војводина
- Јужна Пруга
- Бели Лавови
- Паклени
- Коловрат
- Спартак
- Драча
- Сомбор
- Чајетина
- Гоч